# Ułanowe
Ułanowe (ukr. Уланове) – wieś na Ukrainie, w obwodzie sumskim, w rejonie szosteckim, w hromadzie Esmań. W 2001 liczyła 820 mieszkańców.